# Călin Alupi
Călin Alupi (Bessarabia, 20 luglio 1906 – Iași, 19 settembre 1988) è stato un pittore rumeno.

## Vita e opere
Călin Alupi nacque a Bessarabia in una famiglia di contadini. Maturò fin dalla sua infanzia e adolescenza, un amore profondo per la natura e un particolare interesse per le persone e le cose semplici, sentimenti che segneranno tutte le sue opere.
Nonostante nessuno gli avesse trasmesso la passione per la pittura, questa si manifestò spontaneamente all'età di 13 anni, quando iniziò a frequentare la Scuola Normale a Șendriceni. Fu il maestro Nicolae Popovici Lespezi a scoprire il suo talento e a guidarlo. Nel 1925 entrò all'Accademia di Belle Arti di Iași, con Ștefan Dimitrescu come suo maestro, grazie al quale perfezionò la sua tecnica di disegno.
Sebbene la povertà avesse sempre tormentato la sua vita, furono i suoi primi anni a essere segnati da una miseria crudele. Riuscì ad allontanarsi da questa realtà solo grazie a una esigua borsa di studio e a un lavoro come custode, ottenuti grazie a Ștefan Dimitrescu.
Dal 1933 cominciò a partecipare a diverse mostre, sia collettive che individuali, e dopo due anni ottenne un posto come supplente presso la Scuola Normale di Șendriceni. Quando a Nicolae Tonitza venne commissionata la decorazione di una chiesa a Durău, questi lo scelse come suo apprendista insieme a Corneliu Baba e Mihai Cămăruț.
Nel 1940, la sua promettente carriera si fermò improvvisamente: venne chiamato al fronte. Affrontò tutta la guerra in prima linea e in condizioni estreme di sopravvivenza, con il compito di disegnare le posizioni nemiche. Dopo la firma dell'armistizio, ritornò a piedi da Odessa. A causa di questo lungo viaggio contrasse un'ulcera allo stomaco e i calcoli renali. Questi problemi di salute lo caratterizzarono per tutta la vita e lo obbligarono a sottoporsi a dieci operazioni che gli impedirono di proseguire la sua carriera. Scoprì anche che la maggior parte dei suoi dipinti scomparvero, vennero distrutti o rubati durante gli anni della guerra.
Nel 1947 divenne professore all'Accademia di Belle Arti di Iași. Nello stesso anno si sposò con Sanda Constantinescu Ballif, con la quale ebbe, tre anni dopo, sua figlia Antonina Alupi, oggi insegnante di pittura e di disegno a Parigi.
Dopo la chiusura nel 1954 dell'Accademia di Belle Arti di Iași, Alupi si stabilì a Bucarest con la sua famiglia. Insegnò alla Scuola Media di Belle Arti di Bucarest fino al 1963, quando l'Istituto Pedagogico di Iasi, precedentemente Accademia delle Belli Arti, riaprì e vi ritornò come insegnante. Dopo essere andato in pensione nel 1968, si trasferì nella capitale dove rimase per dodici anni. Nel 1980 tornò definitivamente a Iași, dove rimase con la moglie fino alla sua morte.
Durante la sua vita, le mostre di Alupi si tennero ogni due o tre anni soprattutto in Romania: espose le sue opere nei Saloni interregionali di Belle Arti a Iași e alle Esposizioni annuali di Belle Arti a Bucarest. Le sue opere furono esibite anche a mostre internazionali: come parte di collezioni collettive a Sofia nel 1954 e Varsavia nel 1955, in esposizioni individuali in Italia (Roma e Trieste nel 1971) e in Francia (Parigi e Saint-Germain-en-Laye nel 1979). Non essendo un carrierista, non cercò mai di promuovere la sua opera eseguendo commissioni per il Partito Comunista e per questo motivo fu tenuto lontano dai riflettori.
I suoi dipinti sono riconoscibili per il loro tocco preciso e dinamico. I suoi soggetti sono spesso semplici e sempre ispirati dalla realtà, illustrano una profonda comprensione della natura umana, dei paesaggi rumeni e delle persone umili a cui era vicino. Alupi aveva la capacità di catturare le emozioni che provava guardando il soggetto. Oggi è considerato uno dei più importanti rappresentanti del post-impressionismo rumeno.

## Le opinioni della critica
(Nicolae Tonitza, lettera a Cezar Petrescu, 23 ottobre 1936)
(George Oprescu, Cronica Anualei de pictură din 1949, Universul, 8 ottobre 1949)
(Ion Irimescu, Convorbiri Literare, nr 7, Luglio 1986)
(Valentin Ciucă, Farmecul pastelului.)
(Grigore Ilisei, Un poet al pastelului, Cronica, Febbraio 1985)

## Il credo di Călin Alupi
(Călin Alupi')

## Cronologia
20 luglio 1906: Nasce Călin Alupi, figlio di Teodor e Antonina Alupi, famiglia di contadini nel villaggio di Vancicăuții Mari, contea di Hotin, Bessarabia.
1917: Il padre muore al fronte in Galizia.
1919: Diventa allievo della Scuola Normale a Șendriceni. Il suo insegnante di disegno è il pittore Nicolae Popovici Lespezi.
1925: Diventa uno studente all'Accademia di Belle Arti di Iași, studia disegno artistico con Jean I. Cosmovici e pittura con Ștefan Dimitrescu. Durante gli studi lavora come custode della Iași Art Gallery e ottiene la Borsa di studio Schiller e il Premio Grigorovici.
1925-1926: Diventa allievo alla Scuola degli Ufficiali di Riserva di Bacău.
1932: Si diploma all'Accademia di Belle Arti di Iași, dipartimento di pittura, con il massimo dei voti.
1933: Espone le sue opere al Salone Ufficiale di Moldavia organizzato a Iași.
1934: Organizza una mostra personale a Iași.
1935: Diventa docente supplente presso la Scuola Normale di Șendriceni, presso il Dipartimento di Disegno e Calligrafia.
1936: Ritorna a Iași e partecipa a delle mostre locali. A partire da quest'anno comincia a dipingere, sotto la guida di Nicolae Tonitza e insieme a Corneliu Baba, Mihai Cămăruț e altri, una chiesa a Durău, ai piedi del monte Ceahlău.
1938: Realizza un'esposizione, insieme al gruppo di artisti moldavi Grup Ieșean e Al. Clavel, Mihai Cămăruț e N. Popa, a Bucarest nella Sala Dalles. La mostra viene giudicata favorevolmente nella rivista letteraria "Adevărul literar și artistic".
1939: Espone al Salone Ufficiale della Moldavia organizzato a Iași.
1940-44: Viene mandato al fronte come fumettista di posizioni nemiche. Durante tutta la guerra si trova in prima linea.
1944: Espone al Salone ufficiale di pittura e scultura a Bucarest.
1945: Al tenente di riserva Călin Alupi viene conferita l'onorificenza Ordine della Corona di Romania, nel grado di Cavaliere e con il nastro per Coraggio Militare con spade. La sua decorazione per meriti speciali viene citata nella Monitorul Official del 7 aprile 1945.
1946: Espone insieme a un gruppo di artisti moldavi e con Ion Irimescu, Petre Hârtopeanu e Nicolae Popa, a Bucarest, nella Sala Dalles.
1947: Viene nominato assistente presso il Dipartimento di Disegno dell'Accademia di Belle Arti di Iași. Diventa presto professore.
1948: Partecipa all'annuale Esposizione di Stato di pittura e scultura organizzata a Bucarest.
Partecipa all'esposizione regionale di grafica a Iași. Si sposa con Sanda Constantinescu Ballif.
1949: Partecipa alla Mostra annuale di pittura e scultura organizzata a Bucarest.
1950: Diventa insegnante alla Scuola Media di Belle Arti di Iași.
Nasce la sua unica figlia Antonina, pittrice e insegnante di pittura a Parigi.
1953: Partecipa all'annuale Mostra statale di Belle Arti organizzata a Bucarest.
1954: Partecipa alla Mostra d'arte rumena a Sofia. Riceve un diploma onorario.
Espone all'annuale Mostra di Stato delle Belle Arti organizzata a Bucarest.
Viene nominato professore presso la Scuola Media di Belle Arti di Bucarest.
1955: Partecipa alla Mostra Interregionale di Belle Arti organizzata a Iași.
Partecipa alla Mostra di Grafica Rumena organizzata a Varsavia.
1956: Partecipa alla Mostra Interregionale di Belle Arti organizzata a Iași.
Partecipa alla Mostra annuale di Grafica organizzata a Bucarest.
1957: Espone alla Mostra Interregionale di pittura, scultura e grafica di Iași.
1958: Partecipa alla Mostra annuale di grafica a Bucarest. La sua presenza viene segnalata nella recensione pubblicata da Petru Comărnescu su "Informația" nel gennaio 1958.
1962-67: Viene nominato professore di pittura all'Istituto pedagogico di Iasi, ma la famiglia rimane a Bucarest.
Partecipa a tutte le Mostre Interregionali di pittura a Iași.
1966: Viaggio di ricerca in Ungheria e Cecoslovacchia.
1971: Esposizione personale di Pittura alla Galleria Corso di Trieste in Italia.
Esposizione personale di Pittura presso il Centro Australiano Qantas di Roma.
1972: Partecipa al Salone Internazionale Paris-Sud.
1973: Espone al Salone Internazionale delle Arti di Parigi organizzato dalla Society of Autonomous Artists.
19 febbraio 1975: Celebrazione di Nicolae Tonitza nella serata in sua memoria organizzata dal Museo d'Arte di Romania.
1976: Mostra personale al Căminul Artei di Bucarest.
Esposizione personale alle Gallerie d'arte di Iași. Partecipa al Festival d'Arte Voronețiana a Suceava.
1978: Esposizione retrospettiva presso il Museo Nazionale d'Arte a Bucarest.
Celebrazione di Ștefan Dimitrescu nella serata in sua memoria organizzata dal Museo d'Arte di Iași.
1979: Partecipazione alla Mostra alla Maison Nationale des Artistes a Parigi.
Esposizione personale a Saint-Germain-en-Laye in Francia.
1980: Ritorna definitivamente a Iași.
1985: Partecipa all'esposizione di pastelli alla Galeriile Casei Cărții di Iași.
1986: Esposizione alla Galleria del Comitato Cultura della Contea di Iași.
20 luglio 1986: Serata in suo onore al Palazzo della Cultura di Iași per la celebrazione del suo 80º compleanno.
Esposizione nella Sala Coandă.
19 settembre 1988: muore a Iași dove viene sepolto nel cimitero Eternitatea.